# マリタ・ペイン
マリタ・ペイン (Marita Payne、1960年10月7日- )は、カナダの陸上競技選手。1984年ロサンゼルスオリンピックの銀メダリストである。息子はNBAプレイヤーのアンドリュー・ウィギンズである。

## 経歴
ペインは、1984年ロサンゼルスオリンピックでは、400m、4×100mリレー及び4×400mリレーに出場。400mでは、4位となり惜しくもメダルに手が届かなかったが、チャーメイン・クルックス、ジリアン・リチャードソン、モリー・キリングベックとともに出場した4×400mリレーではアメリカに次いで2位となり銀メダルを獲得。さらに、その後行われた4×100mリレーでは、アンジェラ・ベイリー、アンジェラ・テイラー、フランス・ガローとともに出場し再びアメリカに敗れたものの、この種目でも2位となり、2つめの銀メダルを獲得した。

## 主な実績
| 年   | 大会             | 場所                         | 種目         | 結果 | 記録      |
| ---- | ---------------- | ---------------------------- | ------------ | ---- | --------- |
| 1983 | ユニバーシアード | エドモントン(カナダ)         | 200m         | 2位  | 22.62秒   |
| 1983 | 世界陸上選手権   | ヘルシンキ(フィンランド)     | 400m         | 5位  | 50秒06    |
| 1983 | 世界陸上選手権   | ヘルシンキ(フィンランド)     | 4×100mリレー | 5位  | 43秒05    |
| 1983 | 世界陸上選手権   | ヘルシンキ(フィンランド)     | 4×400mリレー | 4位  | 3分27秒41 |
| 1984 | オリンピック     | ロサンゼルス(アメリカ合衆国) | 400m         | 4位  | 49秒91    |
| 1984 | オリンピック     | ロサンゼルス(アメリカ合衆国) | 4×100mリレー | 2位  | 42秒77    |
| 1984 | オリンピック     | ロサンゼルス(アメリカ合衆国) | 4×400mリレー | 2位  | 3分21秒21 |
| 1987 | 世界陸上選手権   | ローマ(イタリア)             | 4×400mリレー | 4位  | 3分24秒11 |
| 1988 | オリンピック     | ソウル(韓国)                 | 4×400mリレー | DNF  | -         |